# Nacer Chadli
Nacer Chadli (Luik, 2 augustus 1989) is een Belgisch-Marokkaans voetballer die doorgaans als vleugelaanvaller speelt. Hij staat sinds 2025 onder contract bij de beloften van Standard Luik. Chadli debuteerde in 2010 voor het Marokkaans voetbalelftal, maar switchte een jaar later in 2011 naar het Belgisch voetbalelftal, waarmee hij op de WK's van 2014 en 2018 en het EK van 2020 speelde. Hij verzamelde 66 caps waarin hij goed was voor acht doelpunten.

## Clubcarrière

### Jeugd
Chadli begon met voetballen bij JS Thier-à-Liège in het gelijknamige district in het noorden van Luik en kwam op zijn negende, nadat hij indruk had gemaakt op zijn coaches, in de jeugdopleiding van het grote Standard Luik terecht. Daar speelde hij tot zijn zestiende waarna Standard hem uit de jeugdopleiding liet vertrekken naar MVV in Nederland. Bij Standard speelde hij weinig en wanneer hij speelde, was de druk op hem immens hoog. Bij MVV gold hij als een groot talent. Bij MVV speelde hij twee jaar. Chadli ging in de zomer van 2007 naar tweedeklasser AGOVV Apeldoorn.

### AGOVV Apeldoorn
Toen hij op proef was in Apeldoorn speelde hij onder de schuilnaam Kaliffe omdat Ted van Leeuwen de technisch directeur van AGOVV Apeldoorn bang was dat andere clubs het talent zouden kapen. Na een korte stageperiode tekende Chadli definitief voor AGOVV. Er was een bescheiden bedrag van € 7.600,- met de overgang gemoeid.
De Belg maakte op 18-jarige leeftijd zijn profdebuut (op 7 september 2007) in de competitiewedstrijd tegen RKC Waalwijk (2-6), toen hij na 65 minuten inviel voor Julius Wille. Hij speelde er samen met Dries Mertens. Zijn eerste doelpunt voor AGOVV Apeldoorn volgde in de thuiswedstrijd tegen FC Volendam. Hij speelde met shirtnummer 10 en had in Apeldoorn een contract voor vier jaar. In zijn laatste jaar won hij bovendien de Bronzen Stier als Beste Talent van de 2e periode in de Eerste Divisie. Chadli mocht rekenen op belangstelling van verschillende Eredivisie-clubs, waaronder Heracles Almelo, ADO Den Haag, FC Utrecht, FC Twente en Ajax en het Belgische Anderlecht. Voor AGOVV speelde hij in drie jaar 95 wedstrijden waarin hij 29 keer wist te scoren en 20 assists gaf. In zijn laatste seizoen was hij goed voor 17 treffers.

### FC Twente
In de zomer van 2010 tekende Nacer Chadli een contract tot 2013 bij kersvers landskampioen FC Twente, dat € 400.000,- voor hem betaalde.
Chadli won, zonder in actie te komen, met de Johan Cruijff Schaal al zijn eerste prijs. Op 6 augustus 2010, de eerste speeldag van de nieuwe competitie, debuteerde hij tegen Roda JC. Hij mocht van coach Michel Preud'homme 20 minuten voor tijd invallen voor Emir Bajrami. De wedstrijd eindigde op 0-0. Op 29 september 2010 maakte hij zijn eerste Champions League doelpunt. Tegen Tottenham Hotspur FC uit in Engeland maakte hij voor FC Twente de 2-1, in de met 4-1 verloren wedstrijd. Hij scoorde ook uit bij Werder Bremen en in de thuismatch tegen Tottenham. Zijn eerste competitiedoelpunt voor Twente, tevens het beslissende doelpunt van de wedstrijd, maakt hij op 30 oktober 2010 in de uitwedstrijd die werd gewonnen van PSV Eindhoven. Door de 0-1 overwinning kwam Twente op de leidersplaats te staan. Chadli kwam in het seizoen 2010/11 vijftig duels in actie en scoorde daarin dertien doelpunten. Daarnaast won hij op 8 mei 2011 de KNVB beker door Ajax met 3-2 te verslaan in De Kuip.
In de voorbereiding op seizoen 2011/12 werd Chadli door de nieuwe coach Adriaanse op het middenveld geposteerd. Als gevolg van een blessure moest hij echter de eerste twee maanden van het seizoen revalideren. Op 3 oktober 2011 maakte hij zijn rentree bij de beloftenploeg. Nadat hij nogmaals bij Jong FC Twente meegedaan had, en scoorde, kreeg hij op 20 oktober 2011 zijn eerste speelminuten in de eerste ploeg. In de uitwedstrijd tegen Odense BK loste hij Marc Janko dertig minuten voor tijd af bij een 0-2 stand. Zelf scoorde hij de 0-3 uit een rebound en bereidde hij de 1-4 voor. Op 26 oktober 2011 verlengde Chadli zijn contract bij FC Twente met een jaar. Hij staat vanaf dan tot medio 2014 onder contract bij de Enschedeërs. Op diezelfde dag scoorde hij tegen SC Genemuiden in de beker. FC Twente won met 4-3. In totaal kwam Chadli in zijn tweede seizoen 35 officiële duels in actie, waarin hij negen maal scoorde. Hij groeide er uit tot een onmisbare pion op het middenveld. Chadli evolueerde in twee jaar tijd van voetballer in de Nederlandse tweede klasse tot Belgisch international en Europees gegeerde spits. Er was dan ook interesse van Málaga en Bayern München.
In zijn derde seizoen (seizoen 2012/13) werd Nacer Chadli door de nieuwe coach Steve McClaren terug op zijn geliefkoosde linkerflank geplaatst. Ondanks interesse uit de Premier League bleef hij zijn club trouw. Hij kende dat seizoen zijn grote doorbraak. In zijn laatste seizoen bij Twente zou hij zelfs 18 keer scoren en 11 assists afleveren. Er was interesse van meerder Europese topclubs, waaronder Juventus. Hij was de absolute smaakmaker van de Tukkers en dat leverde hem in de zomer een transfer naar Tottenham op. In totaal speelde Chadli 123 wedstrijden voor Twente waarin hij 40 keer doel trof en goed was voor 23 assists.

### Tottenham Hotspur FC
In juli 2013 tekende Chadli een vijfjarig contract bij het Engelse Tottenham Hotspur FC. Er was ruim € 8.150.000,- gemoeid met de transfer. Zo werd hij ploegmaat van zijn collega Rode Duivels Jan Vertonghen en Mousa Dembélé. Op 3 augustus maakte hij zijn debuut voor de Spurs in een vriendschappelijke wedstrijd tegen AS Monaco, die met 5-2 verloren werd. Hij startte in de basis, maar werd na een uur gewisseld. Zijn competitiedebuut maakte hij op 18 augustus tegen Crystal Palace (1-0 winst). Op 12 februari 2014 maakt hij zijn eerste goal voor de club: een gekruld schot in de verste bovenhoek. Hiermee legde hij tevens de 0-4-stand vast tegen Newcastle. In het noorden van Londen had Chadli het moeilijk om een plaats in de ploeg te vinden. In zijn eerste seizoen speelde hij 34 wedstrijden, maar startte daarvan slechts in 19 keer in de basis.
Het seizoen 2014/15 was Chadli's productiefste bij Tottenham Hotspur FC. Hij scoorde elf competitiedoelpunten, waaronder een goal in de Noord-Londense derby tegen Arsenal (1-1). Hij scoorde ook tegen latere kampioenen Chelsea op 1 januari 2015; de wedstrijd eindigde in een 5-3-overwinning van de Spurs. Op 18 januari 2015 verloor Chadli zijn vader, die al langer problemen had met zijn longen. Hij maakte in zijn tweede seizoen in Engeland 13 goals en leverde 5 assists af en deed qua gespeelde minuten zelfs beter dan zijn laatste seizoen bij Twente.
Vanaf dan is het allemaal minder voor Chadli. In 2015/16 staat hij nog maar 19 keer in de basis en mag hij in de zomer niet meer naar het EK in Frankrijk. Op 2 mei 2016 viel Chadli in tegen Chelsea en zag zo hoe zijn landgenoot Eden Hazard met een doelpunt in de 83e minuut de titelambities van Tottenham Hotspur FC beëindigde. Leicester City werd zo de verrassende kampioen, Tottenham Hotspur FC strandde uiteindelijk op de derde plaats na nederlagen tegen Southampton en Newcastle. Omdat Chadli op het einde weinig tot spelen toe kwam besloot hij te vertrekken na drie seizoenen gespeeld te hebben bij de club uit Londen. Hij speelde in totaal 119 wedstrijden voor de Spurs.

### West Bromwich Albion
Chadli tekende op 29 augustus 2016, net voor het verstrijken van de transfer deadline een contract voor 4 seizoenen bij West Bromwich Albion. WBA betaalde circa € 15.200.000,- aan Tottenham Hotspur FC, een clubrecord. Hij speelt er met het nummer 22. De flankaanvaller moest bij The Baggies voor meer creativiteit zorgen. Bij West Bromwich Albion ligt er op dat ogenblik nog een Belg onder contract, flankverdediger Sébastien Pocognoli. Daar vond hij zichzelf in zekere zin terug. Op 10 september 2016 debuteerde hij, ondanks een 1-0 verlies sterk tegen Bournemouth. Eén speeldag later speelde hij West Ham volledig aan flarden met twee doelpunten en twee assists. Het waren meteen zijn eerste doelpunten in het shirt van The Baggies. In zijn eerste seizoen vond Chadli zichzelf terug. Hij stond opnieuw 27 keer in de basis en maakte 5 goals en gaf evenveel assists. Het klikte duidelijk tussen de Engelse degradatiekandidaat en Chadli.
Maar in zijn tweede seizoen (2017/18) liep het opnieuw fout. In het begin van het seizoen werd hij aan de kant gelaten door coach Tony Pulis en onder nieuwe trainer Alan Pardew kende hij de ene blessure na de andere. In totaal miste Chadli dit seizoen 27 wedstrijden door fysieke problemen en stond uiteindelijk maar 304 minuten op het veld. Dat zijn nauwelijks drie wedstrijden. WBA degradeerde in 2018 na 8 jaar onafgebroken in de Premier League gespeeld te hebben. Hierdoor wou Chadli vertrekken. Voor West Bromwich speelde Chadli uiteindelijk 36 keer in 2 seizoenen. Hij kwam er 6 keer tot scoren. Op het einde van het seizoen werd hij iets wat verrassend geselecteerd voor de Rode Duivels voor het WK in Rusland, met wie hij een sterke campagne speelde die resulteerde in een derde plaats en interesse van andere ploegen. Bij West Brom moest Chadli anders leren denken. Hij had altijd liever aangevallen, maar hij ontdekte hier dat hij ook plezier kon beleven aan verdedigen.

### AS Monaco
Op 30 augustus 2018 tekende Chadli een contract voor 3 seizoenen bij AS Monaco, een club uit de Ligue 1. Het betaalde ruim € 12.000.000,- aan West Bromwich Albion voor de polyvalente middenvelder. Bij de club uit het Prinsdom vond hij onder meer collega Rode Duivel Youri Tielemans terug. Met Monaco speelde hij in de Champions League. In Frankrijk speelde hij echter een pover seizoen met magere statistieken. Monaco maakte een rampzalig seizoen door en heeft zich pas op het einde van het seizoen kunnen verzekeren van het behoud in de Ligue 1. Bij Monaco kwam Chadli in 22 wedstrijden slechts 1.058 minuten in actie en zorgde hij geen enkele keer voor een beslissende actie. Hij stond 13 keer in de basis.
In het daaropvolgende seizoen deed hij de voorbereiding bij Monaco mee, maar wist hij dat zijn speelkansen daar niet groot waren. Daarom besloot hij te vertrekken.

#### Verhuur aan RSC Anderlecht
Chadli sloot zich op 10 augustus 2019 aan bij RSC Anderlecht, dat hem voor één seizoen zonder aankoopoptie huurde van AS Monaco. Anderlecht had dringend nood aan een linksvoetige speler. Speler-manager Vincent Kompany kon Nacer Chadli verleiden om naar de Jupiler Pro League te komen. Bij zijn Franse club zat Chadli al een hele tijd op een zijspoor. Hij stond vorig seizoen amper 9 keer aan de aftrap in de Ligue 1. Hij was, na Vincent Kompany en Simon Mignolet, de derde Belgische international die terug in België kwam voetballen. Anderlecht nam het contract (ruim € 230.000,- bruto per maand) van Chadli bij Monaco integraal over. Chadli wou in Brussel opnieuw toegroeien naar zijn beste niveau om zo zijn EK-selectie veilig te stellen. Met de ervaren Chadli, en een aantal andere ervaren aankopen wou Anderlecht investeren om de jongeren naar een hoger niveau te tillen.
Op 17 augustus 2019 maakte hij meteen zijn debuut in het Anderlecht shirt. Hij kon, ondanks een assist, de pijnlijke 4-2-nederlaag op Kortrijk echter niet verhinderen. In deze wedstrijd maakt hij trouwens ook zijn debuut in de Jupiler Pro League, die hij op 17-jarige leeftijd verliet. Hij kreeg meteen een basisplaats. Zijn eerste doelpunt maakte hij tegen Antwerp op 15 augustus 2019. In de vier daaropvolgende wedstrijden was Chadli goed voor evenveel doelpunten. In zijn eerste twaalf wedstrijden in de Jupiler Pro League was Chadli goed voor zeven doelpunten en vier assists. Na een interlandbreak kwam hij eind november terug met een kuitblessure. De twee daaropvolgende wedstrijden ontbrak hij. Net voor de winterstop stond Chadli terug op het veld, niet tegenstaande dat hij niet 100% fit was. Frank Vercauteren probeerde het op te lossen door hem centraal te zetten om de veel intensievere sprints op de flank te vermijden, maar dat was ook maar een lapmiddel. Daarna viel hij terug in zijn oude blessure die hem ruim één maand aan de kant hielden. Hij maakte zijn heroptreden in de laatste wedstrijd, voordat de competitie door de coronapandemie stopgezet werd. Ondanks zijn blessureproblemen was Chadli toch een van de uitblinkers bij paars-wit. De Rode Duivel was in zeventien competitiewedstrijden goed voor acht doelpunten en vijf assists. Hij stond in 16 van de 19 gespeelde wedstrijden in de basis. Tot een definitieve transfer kwam het niet. Het financiële plaatje woog veel te zwaar voor paars-wit. Daarom vertrok hij terug naar Monaco, waar hij weg moest.

### Istanbul Başakşehir FK
Op 10 september 2020 ondertekende Chadli een tweejarig contract bij het Turkse Istanbul Başakşehir. Başakşehir speelde vorig seizoen kampioen in de Süper Lig en plaatste zich zo rechtstreeks voor de poulefase van de Champions League. Bij Monaco lag hij nog één jaar vast, maar daar moet hij weg. Başakşehir is de club uit Istanboel die gesteund wordt door de Turkse president Erdoğan. Hij speelt er met het rugnummer 11. Hij speelt er samen met een aantal (ex-)vedetten uit de Premier League waaronder Martin Skrtel en Demba Ba.
Op 8 november kwam Chadli voor het eerst in actie voor Başakşehir, dit tegen Gençlerbirliği, nadat hij de eerste zeven speeldagen geblesseerd aan de kant stond. Hij viel in de 79e minuut in voor Deniz Türüç. Başakşehir stond op dit ogenblik 0-1 in het krijt. Chadli zorgde met 2 assists mee voor de 2-1 overwinning. Hierdoor was hij meteen beslissend voor zijn nieuwe werkgever. De flankaanvaller begon goed aan het seizoen maar lag vervolgens van januari tot maart uit met een blessure aan de hamstrings. Van de laatste 9 wedstrijden in de Turkse competitie miste hij er nog maar eentje. Dat brengt zijn totaal aantal minuten voor de bekendmaking van de EK-selectie op 1.275, bijna duizend meer dan het geval was in 2018 en toen speelde Chadli een uitstekend WK. In zijn eerste seizoen in Turkije scoorde Chadli 4 keer en gaf hij 3 assists. Hij speelde 22 wedstrijden, waarvan 14 als basisspeler. Het afgelopen seizoen verliep helemaal niet volgens plan voor Başakşehir. Ze vertoefden zelfs een tijdlang in de degradatiezone. Met een twaalfde plaats zat er geen Europees ticket in. De Turkse club was toch tevreden met de inbreng van Nacer Chadli en het beloonde hem dan ook met een contractverlenging van een extra jaar.
De aanvang van zijn tweede seizoen in Turkse loondienst (seizoen 2021/22) begon in mineur. Chadli kampte nog steeds met een blessure die hij opliep op het EK. Op de vierde speeldag valt hij voor het eerst in. De vier daaropvolgende wedstrijden is hij telkens bankzitter, maar krijgt hij speelminuten. Op speeldag negen, een wedstrijd tegen regerend kampioen Besiktas, de club van collega Rode Duivel Batshuayi startte hij voor het eerst in de basis. Başakşehir won de wedstrijd met 3-2, ondanks een goal van Batshuayi. Op speeldag elf helpt Chadli zijn club met een eerste competitiedoelpunt aan een overwinning. Hij scoort de gelijkmaker in de wedstrijd tegen Adana Demirspor. Başakşehir won de match uiteindelijk met 2-1. Op de twaalfde speeldag in de Turkse Super Lig werd met 1-3 gewonnen bij Yeni Malatyaspor, goed voor de vierde opeenvolgende competitiezege op rij. Chadli leverde een assist af voor de 0-1. Chadli speelde met Basaksehir een seizoen met vallen en opstaan. Başakşehir werd vierde, een plaats die recht gaf op een ticket voor de voorrondes van de Conference League. Hij speelde 28 wedstrijden en was daarin goed voor één goal en drie assists.
In zijn derde seizoen viel Chadli bij de aanvang ervan vaak naast de kern. Hij speelde slechts één wedstrijd mee tegen Kayserispor. Hierin wist hij wel te scoren. Basaksehir won de wedstrijd met 2-0. Bij Başakşehir vond hij nooit echt zijn draai. Doordat hij weinig aan de bak kwam, mocht hij vertrekken. In 51 wedstrijden voor de Turkse club was Chadli goed voor zes goals en evenveel assists.

#### Verhuur aan KVC Westerlo
Op 6 september 2022, net voor het verstrijken van de zomermercato, maakte Westerlo bekend dat Nacer Chadli voor één jaar gehuurd werd van zijn Turkse ploeg Basaksehir. De verhuis van Chadli werd omschreven als een stunttransfer. Eerder was werd hij gelinkt aan Charleroi. Met zijn terugkeer is hij de vierde (ex)Rode Duivel na Alderweireld, Vertonghen en Boyata die deze zomer terug keerde naar de Jupiler Pro League.
Op 11 september 2022 debuteerde Chadli voor 'De Kemphanen' tegen zijn ex-club Anderlecht. Hij startte in de basis en speelde 60 minuten mee in de met 2-1 gewonnen wedstrijd. Op 1 oktober scoorde Chadli in zijn derde competitiewedstrijd zijn eerste doelpunt voor Westerlo. Bij de eerste doelkans was het meteen raak: Chadli kopte strak binnen (1-0) tegen Zulte Waregem. De wedstrijd eindigde op 2-0.
Hij sloot het seizoen af met 6 goals en 2 assists.

### KVC Westerlo
Ondanks Chadli nog een contract had bij Başakşehir, keerde hij er niet meer terug. Half augustus 2023 tekende hij een contract voor een jaar bij Westerlo. Hij kwam slechts tot 29 procent van de speelminuten in de competitie, onder meer door blessureleed. Hierin gaf hij twee assists. Op het einde van het seizoen 2023/24 werd zijn aflopende contract niet verlengd.

### Standard Luik
Gedurende een half jaar zat Chadli zonder ploeg. Begin 2025, nadat hij al enkele maanden meetrainde met het tweede elftal om zijn conditie te onderhouden, gaf Standard Luik hem een contract voor de rest van het seizoen als speler voor SL16, het tweede elftal van de Rouches dat in de eerste amateurklasse aantreedt. Bij SL 16 zien ze in hem een leidersfiguur en een voorbeeld om de jongeren mee te begeleiden.

## Clubstatistieken
| Seizoen     | Club                 | Competitie         | Competitie | Competitie | Competitie | Beker | Beker | Beker | Internationaal | Internationaal | Internationaal | Totaal | Totaal | Totaal |
| Seizoen     | Club                 | Competitie         | Wed.       | Dlp.       | Ass.       | Wed.  | Dlp.  | Ass.  | Wed.           | Dlp.           | Ass.           | Wed.   | Dlp.   | Ass.   |
| ----------- | -------------------- | ------------------ | ---------- | ---------- | ---------- | ----- | ----- | ----- | -------------- | -------------- | -------------- | ------ | ------ | ------ |
| 2007/08     | AGOVV Apeldoorn      | Eerste divisie     | 18         | 2          | 1          | 1     | 0     | 0     | —              | —              | —              | 19     | 2      | 1      |
| 2008/09     | AGOVV Apeldoorn      | Eerste divisie     | 34         | 9          | 8          | 2     | 0     | 0     | —              | —              | —              | 36     | 9      | 8      |
| 2009/10     | AGOVV Apeldoorn      | Eerste divisie     | 39         | 17         | 11         | 1     | 1     | 0     | —              | —              | —              | 40     | 18     | 11     |
| Club Totaal | Club Totaal          | Club Totaal        | 91         | 28         | 20         | 4     | 1     | 0     | 0              | 0              | 0              | 95     | 29     | 20     |
| 2010/11     | FC Twente            | Eredivisie         | 33         | 7          | 5          | 6     | 3     | 1     | 11             | 3              | 1              | 50     | 13     | 7      |
| 2011/12     | FC Twente            | Eredivisie         | 25         | 6          | 6          | 2     | 1     | 0     | 8              | 2              | 2              | 35     | 9      | 8      |
| 2012/13     | FC Twente            | Eredivisie         | 26         | 12         | 5          | 2     | 0     | 0     | 10             | 6              | 7              | 38     | 18     | 12     |
| Club Totaal | Club Totaal          | Club Totaal        | 84         | 25         | 16         | 10    | 4     | 1     | 29             | 11             | 10             | 123    | 40     | 27     |
| 2013/14     | Tottenham Hotspur    | Premier League     | 24         | 1          | 3          | 4     | 1     | 0     | 6              | 3              | 3              | 34     | 5      | 6      |
| 2014/15     | Tottenham Hotspur    | Premier League     | 35         | 11         | 5          | 5     | 2     | 0     | 5              | 0              | 0              | 45     | 13     | 5      |
| 2015/16     | Tottenham Hotspur    | Premier League     | 29         | 3          | 2          | 5     | 3     | 2     | 6              | 1              | 0              | 40     | 7      | 4      |
| Club Totaal | Club Totaal          | Club Totaal        | 88         | 15         | 10         | 14    | 6     | 2     | 17             | 4              | 3              | 119    | 25     | 15     |
| 2016/17     | West Bromwich Albion | Premier League     | 31         | 5          | 5          | 1     | 0     | 0     | —              | —              | —              | 32     | 5      | 5      |
| 2017/18     | West Bromwich Albion | Premier League     | 5          | 1          | 0          | 1     | 0     | 0     | —              | —              | —              | 6      | 1      | 0      |
| Club Totaal | Club Totaal          | Club Totaal        | 36         | 6          | 5          | 2     | 0     | 0     | 0              | 0              | 0              | 38     | 6      | 5      |
| 2018/19     | AS Monaco            | Ligue 1            | 16         | 0          | 0          | 1     | 0     | 0     | 5              | 0              | 0              | 22     | 0      | 0      |
| Club Totaal | Club Totaal          | Club Totaal        | 16         | 0          | 0          | 1     | 0     | 0     | 5              | 0              | 0              | 22     | 0      | 0      |
| 2019/20     | → RSC Anderlecht     | Jupiler Pro League | 17         | 8          | 5          | 2     | 0     | 0     | —              | —              | —              | 19     | 8      | 5      |
| Club Totaal | Club Totaal          | Club Totaal        | 17         | 8          | 5          | 2     | 0     | 0     | 0              | 0              | 0              | 19     | 8      | 5      |
| 2020/21     | Istanbul Başakşehir  | Süper Lig          | 18         | 3          | 3          | 1     | 1     | 0     | 3              | 0              | 0              | 22     | 4      | 3      |
| 2021/22     | Istanbul Başakşehir  | Süper Lig          | 28         | 1          | 3          | 0     | 0     | 0     | —              | —              | —              | 28     | 1      | 3      |
| 2022/23     | Istanbul Başakşehir  | Süper Lig          | 1          | 1          | 0          | 0     | 0     | 0     | —              | —              | —              | 1      | 1      | 0      |
| Club Totaal | Club Totaal          | Club Totaal        | 47         | 5          | 6          | 1     | 1     | 0     | 3              | 0              | 0              | 51     | 6      | 6      |
| 2022/23     | → KVC Westerlo       | Jupiler Pro League | 22         | 5          | 1          | 2     | 0     | 0     | 5              | 1              | 1              | 29     | 6      | 2      |
| 2023/24     | KVC Westerlo         | Jupiler Pro League | 10         | 0          | 2          | 1     | 0     | 0     | —              | —              | —              | 11     | 0      | 2      |
| Club Totaal | Club Totaal          | Club Totaal        | 32         | 5          | 3          | 3     | 0     | 0     | 5              | 1              | 1              | 40     | 6      | 4      |
| TOTAAL      | TOTAAL               | TOTAAL             | 411        | 92         | 65         | 37    | 12    | 3     | 59             | 16             | 14             | 507    | 120    | 82     |

## Interlandcarrière

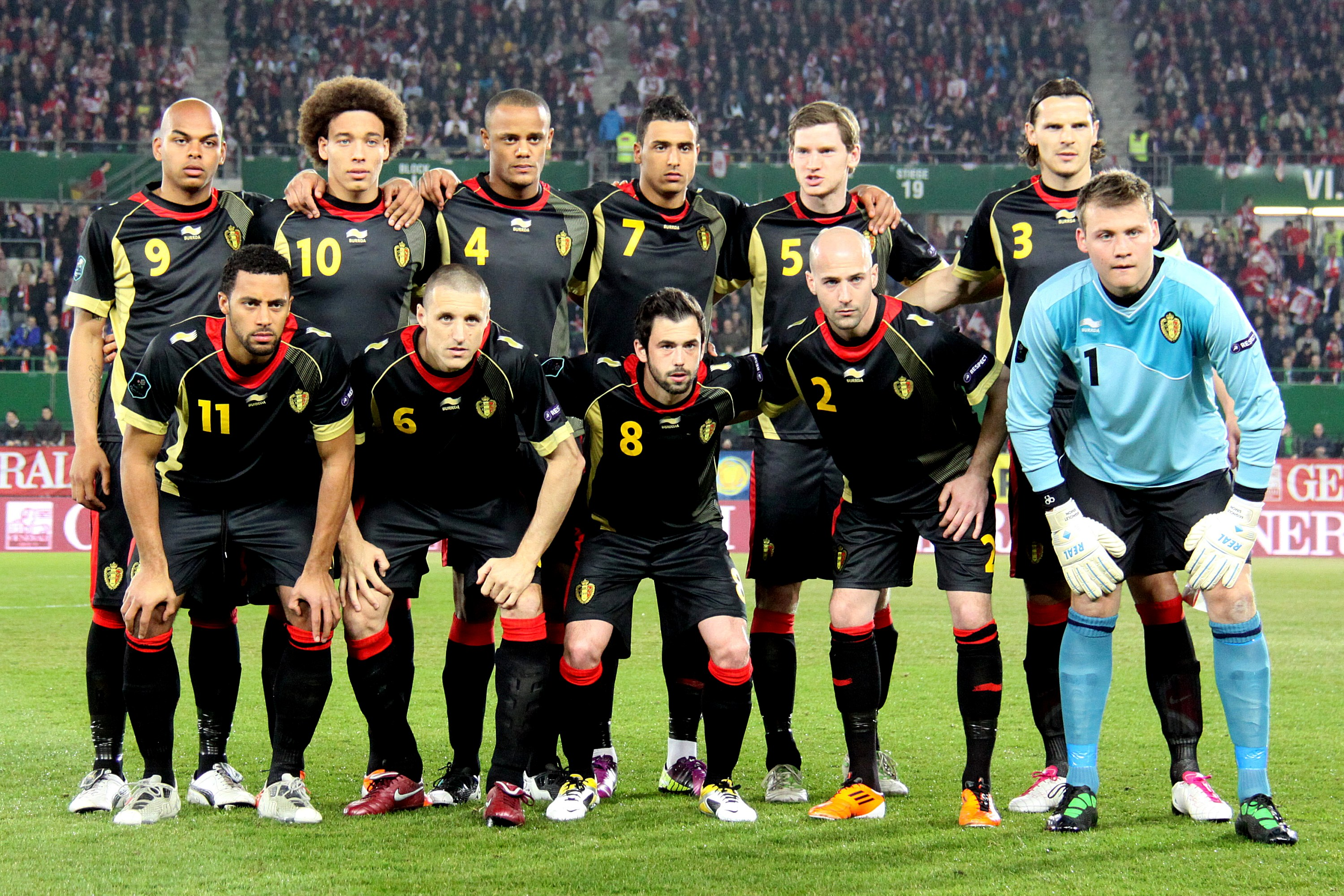
Chadli bij België (nr. 7) in maart 2011.

Hoewel Chadli in België geboren is, werd hij in september 2010 opgenomen in de voorlopige selectie van het Marokkaans voetbalelftal dat onder leiding stond van de Belg Eric Gerets, maar hij behoorde uiteindelijk niet tot de definitieve selectie. Voor de oefenwedstrijd tegen Noord-Ierland werd Chadli wel opgeroepen. Hij debuteerde voor de ploeg en speelde de gehele wedstrijd, die in een 1-1 gelijkspel eindigde. In januari van 2011 werd bekend dat Chadli toch koos voor de Rode Duivels. Bondscoach Leekens stelde hem direct op in het basiselftal bij de eerstvolgende wedstrijd tegen Finland. Na een uur werd hij vervangen door Dries Mertens. Op 29 maart 2011 scoorde hij tegen Azerbeidzjan zijn eerste treffer voor België. Het duel eindigde in een 4-1 overwinning.

#### WK 2014 Brazilië
Van bondscoach Wilmots mocht Chadli mee naar Brazilië voor het WK 2014. In de eerste groepswedstrijd, tegen Algerije (2-1 winst), startte hij in de basis, om na de rust vervangen te worden door Mertens. Tegen Rusland (1-0 winst) speelde hij niet, in de laatste groepswedstrijd tegen Zuid-Korea viel hij in voor Januzaj. In de achtste finale verving hij in de verlengingen Eden Hazard en zag België zo met 2-1 winnen van de VS. In de kwartfinale viel hij opnieuw in voor Hazard, België verloor toen met 1-0 en moest dus het toernooi verlaten.

#### Gemist EK 2016 Frankrijk
Op de openingsspeeldag van de kwalificatiecampagne voor het EK 2016 in Frankrijk ontving België Andorra. België won met 6-0, en Chadli was goed voor een doelpunt: in de 37e minuut zorgde hij voor de 3-0. Doorheen de kwalificatiecampagne speelde Chadli in totaal vier wedstrijden. Op 29 maart 2016 verloor hij met de Rode Duivels met 2-1 op het veld van Portugal. Dit werd zijn laatste interland onder Wilmots, want hij werd niet geselecteerd voor het EK. Op dit toernooi werd België in de kwartfinales uitgeschakeld door Wales; hierna was Wilmots niet langer Belgisch bondscoach.

#### WK 2018 Rusland
Roberto Martínez maakte bij zijn aanstelling als bondscoach van de Rode Duivels bekend iedereen een kans te geven. Dit gold ook voor Chadli: hij werd opnieuw bij de selectie gehaald en vierde op 10 oktober 2016 zijn rentree in de met 0-6 van Gibraltar gewonnen kwalificatiewedstrijd voor het WK 2018 in Rusland. Op 9 juni 2017 maakte Chadli de beslissende 0-2 in het duel tegen Estland. Hij kwam zes keer in actie gedurende de kwalificatiecampagne.
In juni 2018 werd Chadli door Martínez opgenomen in de selectie van België voor het wereldkampioenschap in Rusland. Zijn toenmalige teamgenoten Ali Gabr, Ahmed Hegazy (beiden Egypte) en Grzegorz Krychowiak (Polen) waren eveneens actief op het toernooi. Chadli viel tijdens de groepswedstrijd tegen Panama (3-0 winst) in. Tegen Tunesië (5-2 winst) speelde hij niet, tegen Engeland (0-1 winst) stond hij negentig minuten op het veld. In de achtste finale tegen Japan viel Chadli na 65 minuten in voor Carrasco toen België met 0-2 moest achtervolgen. Na doelpunten van Vertonghen en Fellaini rondde Chadli in de blessuretijd een Belgische counter af waardoor België alsnog met 3-2 won. In de kwartfinale tegen Brazilië (1-2 winst) speelde hij 83 minuten. Hij stond ook in de basis toen België in de halve finale met 1-0 van Frankrijk verloor. In de troostfinale speelde België opnieuw tegen Engeland. Chadli gaf de assist voor de openingsgoal van Thomas Meunier na drie minuten. Nadien moest hij wel vervangen worden omwille van een blessure. België won met 2-0 en behaalde een historische bronzen WK-medaille.

#### EK 2020
Chadli werd verrassend opgenomen in de selectie van België voor het Europees kampioenschap voetbal 2020. De weinige speelminuten van Chadli in Turkije, mede door blessures, zorgde ook in België voor heel wat scepsis rond Chadli en zijn selectie. Chadli stond in de basis in de overbodige derde groepswedstrijd tegen Finland. In de kwartfinale tegen Italië bracht Martinez verrassend Nacer Chadli om de kansen te keren. De invalbeurt van Chadli was echter van korte duur. Meteen na zijn eerste balcontact, een fantastische voorzet, moest hij geblesseerd naar de kant. België verloor de wedstrijd met 1-2 en was hiermee uitgeschakeld.
In mei 2023 zette Chadli zet een punt achter zijn interlandcarrière. Hij verzamelde 66 caps en 8 goals bij het Belgisch voetbalelftal. Zijn goal in de laatste minuut tegen Japan op het WK 2018 staat in het collectief geheugen van België gegrift.

## Interlands
| Interlands van Nacer Chadli         | Interlands van Nacer Chadli | Interlands van Nacer Chadli    | Interlands van Nacer Chadli | Interlands van Nacer Chadli | Interlands van Nacer Chadli |
| Nr.                                 | Datum                       | Wedstrijd                      | Uitslag                     | Soort wedstrijd             | Doelpunten                  |
| Als speler bij FC Twente            | Als speler bij FC Twente    | Als speler bij FC Twente       | Als speler bij FC Twente    | Als speler bij FC Twente    | Als speler bij FC Twente    |
| ----------------------------------- | --------------------------- | ------------------------------ | --------------------------- | --------------------------- | --------------------------- |
| 1.                                  | 9 februari 2011             | België – Finland               | 1 – 1                       | Vriendschappelijk           | -                           |
| 2.                                  | 25 maart 2011               | Oostenrijk – België            | 0 – 2                       | Kwalificatie EK 2012        | -                           |
| 3.                                  | 29 maart 2011               | België – Azerbeidzjan          | 4 – 1                       | Kwalificatie EK 2012        | 45'                         |
| 4.                                  | 3 juni 2011                 | België – Turkije               | 1 – 1                       | Kwalificatie EK 2012        | -                           |
| 5.                                  | 11 november 2011            | België – Roemenië              | 2 – 1                       | Vriendschappelijk           | -                           |
| 6.                                  | 15 november 2011            | Frankrijk – België             | 0 – 0                       | Vriendschappelijk           | -                           |
| 7.                                  | 29 februari 2012            | Griekenland – België           | 1 – 1                       | Vriendschappelijk           | 31'                         |
| 8.                                  | 2 juni 2012                 | Engeland – België              | 1 – 0                       | Vriendschappelijk           | -                           |
| 9.                                  | 15 augustus 2012            | België – Nederland             | 4 – 2                       | Vriendschappelijk           | -                           |
| 10.                                 | 12 oktober 2012             | Servië – België                | 0 – 3                       | Kwalificatie WK 2014        | -                           |
| 11.                                 | 16 oktober 2012             | België – Schotland             | 2 – 0                       | Kwalificatie WK 2014        | -                           |
| 12.                                 | 22 maart 2013               | Macedonië – België             | 0 – 2                       | Kwalificatie WK 2014        | -                           |
| 13.                                 | 26 maart 2013               | België – Macedonië             | 1 – 0                       | Kwalificatie WK 2014        | -                           |
| 14.                                 | 7 juni 2013                 | België – Servië                | 2 – 1                       | Kwalificatie WK 2014        | -                           |
| Als speler bij Tottenham Hotspur    |                             |                                |                             |                             |                             |
| 15.                                 | 14 augustus 2013            | België – Frankrijk             | 0 – 0                       | Vriendschappelijk           | -                           |
| 16.                                 | 6 september 2013            | Schotland – België             | 0 – 2                       | Kwalificatie WK 2014        | -                           |
| 17.                                 | 11 oktober 2013             | Kroatië – België               | 1 – 2                       | Kwalificatie WK 2014        | -                           |
| 18.                                 | 15 oktober 2013             | België – Wales                 | 1 – 1                       | Kwalificatie WK 2014        | -                           |
| 19.                                 | 26 mei 2014                 | België – Luxemburg             | 5 – 1                       | Vriendschappelijk           | 71'                         |
| 20.                                 | 1 juni 2014                 | Zweden – België                | 0 – 2                       | Vriendschappelijk           | -                           |
| 21.                                 | 7 juni 2014                 | België – Tunesië               | 1 – 0                       | Vriendschappelijk           | -                           |
| 22.                                 | 17 juni 2014                | België – Algerije              | 2 – 1                       | WK 2014 groepsfase          | -                           |
| 23.                                 | 26 juni 2014                | Zuid-Korea – België            | 0 – 1                       | WK 2014 groepsfase          | -                           |
| 24.                                 | 1 juli 2014                 | Verenigde Staten – België      | 1 – 2                       | WK 2014 achtste finale      | -                           |
| 25.                                 | 5 juli 2014                 | Argentinië – België            | 1 – 0                       | WK 2014 kwartfinale         | -                           |
| 26.                                 | 4 september 2014            | België – Australië             | 2 – 0                       | Vriendschappelijk           | -                           |
| 27.                                 | 10 oktober 2014             | België – Andorra               | 6 – 0                       | kwalificatie EK 2016        | 37'                         |
| 28.                                 | 16 november 2014            | België – Wales                 | 0 – 0                       | kwalificatie EK 2016        | -                           |
| 29.                                 | 31 maart 2015               | Israël – België                | 0 – 1                       | kwalificatie EK 2016        | -                           |
| 30.                                 | 7 juni 2015                 | Frankrijk – België             | 3 – 4                       | Vriendschappelijk           | -                           |
| 31.                                 | 10 oktober 2015             | Andorra – België               | 1 – 4                       | Kwalificatie EK 2016        | -                           |
| 32.                                 | 29 maart 2016               | Portugal – België              | 2 – 1                       | Vriendschappelijk           | -                           |
| Als speler bij West Bromwich Albion |                             |                                |                             |                             |                             |
| 33.                                 | 10 oktober 2016             | Gibraltar – België             | 0 – 6                       | Kwalificatie WK 2018        | -                           |
| 34.                                 | 25 maart 2017               | België – Griekenland           | 1 – 1                       | Kwalificatie WK 2018        | -                           |
| 35.                                 | 28 maart 2017               | Rusland – België               | 3 – 3                       | Vriendschappelijk           | -                           |
| 36.                                 | 5 juni 2017                 | België – Tsjechië              | 2 – 1                       | Vriendschappelijk           | -                           |
| 37.                                 | 9 juni 2017                 | Estland – België               | 0 – 2                       | Kwalificatie WK 2018        | 86'                         |
| 38.                                 | 3 september 2017            | Griekenland – België           | 1 – 2                       | Kwalificatie WK 2018        | -                           |
| 39.                                 | 7 oktober 2017              | Bosnië en Herzegovina – België | 3 – 4                       | Kwalificatie WK 2018        | -                           |
| 40.                                 | 10 oktober 2017             | België – Cyprus                | 4 – 0                       | Kwalificatie WK 2018        | -                           |
| 41.                                 | 10 november 2017            | België – Mexico                | 3 – 3                       | Vriendschappelijk           | -                           |
| 42.                                 | 14 november 2017            | België – Japan                 | 1 – 0                       | Vriendschappelijk           | -                           |
| 43.                                 | 2 juni 2018                 | België – Portugal              | 0 – 0                       | Vriendschappelijk           | -                           |
| 44.                                 | 6 juni 2018                 | België – Egypte                | 3 – 0                       | Vriendschappelijk           | -                           |
| 45.                                 | 11 juni 2018                | België – Costa Rica            | 4 – 1                       | Vriendschappelijk           | -                           |
| 46.                                 | 18 juni 2018                | België – Panama                | 3 – 0                       | WK 2018 groepsfase          | -                           |
| 47.                                 | 28 juni 2018                | Engeland – België              | 0 – 1                       | WK 2018 groepsfase          | -                           |
| 48.                                 | 2 juli 2018                 | België – Japan                 | 3 – 2                       | WK 2018 1/8ste finale       | 90'                         |
| 49.                                 | 6 juli 2018                 | Brazilië – België              | 1 – 2                       | WK 2018 1/4ste finale       | -                           |
| 50.                                 | 10 juli 2018                | Frankrijk – België             | 1 – 0                       | WK 2018 halve finale        | -                           |
| 51.                                 | 14 juli 2018                | België – Engeland              | 2 – 0                       | WK 2018 troostfinale        | -                           |
| Als speler bij AS Monaco            |                             |                                |                             |                             |                             |
| 52.                                 | 11 september 2018           | IJsland – België               | 0 – 3                       | UEFA Nations League 2018/19 | -                           |
| 53.                                 | 12 oktober 2018             | België – Zwitserland           | 2 –1                        | UEFA Nations League 2018/19 | -                           |
| 54.                                 | 16 oktober 2018             | België – Nederland             | 1 – 1                       | Vriendschappelijk           | -                           |
| 55.                                 | 18 november 2018            | Zwitserland – België           | 5 – 2                       | UEFA Nations League 2018/19 | -                           |
| 56.                                 | 21 maart 2019               | België – Rusland               | 3 – 1                       | Kwalificatie 2020 EK        | -                           |
| Als speler bij RSC Anderlecht       |                             |                                |                             |                             |                             |
| 57.                                 | 6 september 2019            | San Marino – België            | 0 – 4                       | Kwalificatie EK 2020        | 63'                         |
| 58.                                 | 9 september 2019            | Schotland – België             | 0 – 4                       | Kwalificatie EK 2020        | -                           |
| 59.                                 | 10 oktober 2019             | België – San Marino            | 9 – 0                       | Kwalificatie EK 2020        | 31'                         |
| Als speler bij Istanbul Başakşehir  |                             |                                |                             |                             |                             |
| 60.                                 | 11 november 2020            | België – Zwitserland           | 2 – 1                       | Vriendschappelijk           | -                           |
| 61.                                 | 18 november 2020            | België – Denemarken            | 4 – 2                       | UEFA Nations League 2020/21 | -                           |
| 62.                                 | 27 maart 2021               | Tsjechië – België              | 1 – 1                       | Kwalificatie WK 2022        | -                           |
| 63.                                 | 3 juni 2021                 | België – Griekenland           | 1 – 1                       | Vriendschappelijk           | -                           |
| 64.                                 | 6 juni 2021                 | België – Kroatië               | 1 – 0                       | Vriendschappelijk           | -                           |
| 65.                                 | 21 juni 2021                | Finland - België               | 0 – 2                       | EK 2020 groepsfase          | -                           |
| 66.                                 | 2 juli 2021                 | België - Italië                | 1 – 2                       | EK 2020 kwartfinale         | -                           |
| Totaal                              | Totaal                      | Totaal                         | Totaal                      | Totaal                      | 8                           |

Bijgewerkt t/m 2 juli 2021.

## Erelijst
| KNVB beker           | 1x | 2010/11 |
| Johan Cruijff Schaal | 1x | 2011    |

| Competitie                  | Winnaar | Winnaar | Runner-up | Runner-up | Derde  | Derde  |
| Competitie                  | Aantal  | Jaren   | Aantal    | Jaren     | Aantal | Jaren  |
| België                      | België  | België  | België    | België    | België | België |
| --------------------------- | ------- | ------- | --------- | --------- | ------ | ------ |
| Wereldkampioenschap voetbal |         |         |           |           | 1x     | 2018   |